# Peć
Peć (in albanese Pejë o Peja; in serbo Пећ?, Peć; in turco İpek) è una città del Kosovo occidentale. Nel 2011 la città aveva una popolazione di 48 962 abitanti, mentre l'intera municipalità aveva una popolazione di 96 450 abitanti. 
In epoca medievale, nel 1346, fu sede del Patriarcato omonimo della Chiesa ortodossa serba. Secoli dopo, nel 1899 vi fu fondata dalla popolazione locale albanese la Lega di Peja. Il monastero patriarcale di Peć è patrimonio dell'umanità dell'UNESCO, incluso nei Monumenti medievali in Kosovo.

## Geografia fisica
Peć sorge nell'estremità nord-occidentale della piana di Metochia, ad est del gruppo montuoso delle Prokletije e della gola di Rugova. La città è attraversata da ovest verso est dal torrente Bistrica, affluente di destra del Drin Bianco. È situata ad 85 km ad ovest di Pristina e a 250 km a nord di Tirana.

## Etimologia
In serbo peć significa letteralmente forno. Nei documenti della Repubblica di Ragusa la città viene talvolta menzionata come Forno. Durante la dominazione ottomana la città era conosciuta come İpek (ايپك). Altre denominazioni storiche sono in latino Pescium e in greco Episkion (Επισκιον).

## Storia
Tra il 1180 ed il 1190 il principe Stefano Nemanja liberò l'area di Peć dalla presenza bizantina, dando il via così al dominio serbo sulla regione. Suo figlio Stefano Nemanjić cedette la città e il contado al monastero di Žiča nel 1220. Peć passò così sotto il diretto controllo degli arcivescovi serbi, che costruirono le loro residenze e le loro chiese. Nel 1346 il re serbo Stefan Dusan fece di Peć il centro della chiesa ortodossa serba.
Peć fu conquistata dagli Ottomani nel 1455 e ribattezzata İpek. Nel 1513 divenne capoluogo del sangiaccato omonimo a sua volta suddiviso in quattro kaza. Nel corso dei quattro secoli di dominazione ottomana affluirono nella città numerosi immigrati turchi che le conferirono un aspetto tipicamente levantino.  
Nel 1899, su iniziativa di Haxhi Zeka, fu costituita la Lega di Peja, un'organizzazione ispirata all'esperienza della Lega di Prizren di vent'anni prima, il cui obbiettivo era l'istituzione di un vilayet albanese all'interno dell'Impero ottomano. Durante la prima guerra balcanica i Montenegrini conquistarono la città il 28 ottobre 1912. Al termine del conflitto e con la ratifica del trattato di Bucarest, Ipek venne annessa al Regno del Montenegro nonostante le aspirazioni degli Albanesi.  
Nel corso della prima guerra mondiale fu occupata dall'esercito austroungarico l'8 gennaio 1916, mentre il 17 ottobre 1918 vi entrarono i Serbi. Cessate le ostilità Peć venne annessa al neo costituito Regno dei Serbi, Croati e Sloveni e inclusa nella Banovina della Zeta. 
Nel corso della seconda guerra mondiale Peć venne occupata dal Regio esercito e annessa all'Albania occupata. Con la nascita della Jugoslavia, la città venne annessa alla Provincia Socialista Autonoma del Kosovo della Repubblica Socialista di Serbia. Le tensioni tra la maggioranza albanese e la minoranza serba, mai sopite nel corso degli anni, esplosero drammaticamente durante la guerra del Kosovo nel 1999. Altri gravi incidenti scoppiarono nel 2004.

## Monumenti e luoghi d'interesse

### Architetture civili
- Bazar di Pejë, di epoca ottomana, distrutto nel corso dell'occupazione italiana e nella guerra del Kosovo. È stato fedelmente ricostruito.

### Architetture religiose
- Monastero patriarcale di Peć, del XIII° secolo, patrimonio dell'umanità dell'UNESCO e sede storica della Chiesa ortodossa serba.
- Moschea Bajrakli, completata nel 1471.

## Geografia antropica

### Suddivisioni amministrative
La municipalità si divide nei seguenti villaggi:
Alagina Reka, Babiće, Barane, Belo Polje, Blagaje, Boge, Brežanik, Brestovik, Brolić, Bučane, Velika Jablanica, Veliki Štupelj, Vitomirica, Vragovac, Vranovac, Glavičica, Glođane, Goraždevac, Grabovac, Dobri Do, Drelje, Dubovo, Dubočak, Duganjive, Zagrmlje, Zahać, Zlopek, Jablanica, Jošanica, Klinčina, Kosurić, Kotradić, Košutane, Krstovac, Kruševac, Kućište, Labljane, Laz Belopać, Lipa, Lođa, Ložane, Lugađija, Ljevoša, Lješane, Ljubenić, Ljutoglava, Mala Jablanica, Mali Štupelj, Maljeviće, Milanovac, Nabrđe, Naklo, Nepolje, Novi Raušić, Novo Selo, Ozrim, Osoje, Pašino Selo, Pepiće, Peć, Pištane, Plavljane, Počešće, Radavac, Raušić, Rašić, Romune, Rosulje, Ruhot, Svrke, Siga, Trebović, Trstenik, Turjak, Ćuška, Hadžovići, Crni Vrh, Čelopek, Čungur e Škrelje.

## Società

### Evoluzione demografica
| Composizione etnica |          |   |       |   |        |   |          |   |      |   |         |   |          |   |        |   |        |
| Anno/Etnia          | Albanesi | % | Serbi | % | Turchi | % | Bosniaci | % | Roma | % | Ashkali | % | Egiziani | % | Gorani | % | Totale |
| 2013                | 87 975   |   | 361   |   | 59     |   | 3 786    |   | 993  |   | 143     |   | 2 700    |   | 189    |   | 96 450 |

### Etnie presenti
La maggioranza della popolazione di Peć è di etnia albanese, seguita dalle minoranze di Serbi, Bosgnacchi, Ashkali e Rom.

## Amministrazione

### Gemellaggi
Peć è gemellata con:
- Gjilan
- Tobol'sk
- Nilüfer

## Sport

### Calcio
La società calcistica locale è il KF Besa, fondata nel 1923.

### Pallacanestro
Il KB Peja è la principale cestistica della città. È detentrice di sei titoli nazionali ed è la seconda squadra kosovara più titolata.